# Hypselecara coryphaenoides
Hypselecara coryphaenoides är en fiskart som först beskrevs av Heckel, 1840.  Hypselecara coryphaenoides ingår i släktet Hypselecara och familjen Cichlidae. Inga underarter finns listade i Catalogue of Life.